# Caldera volcànica

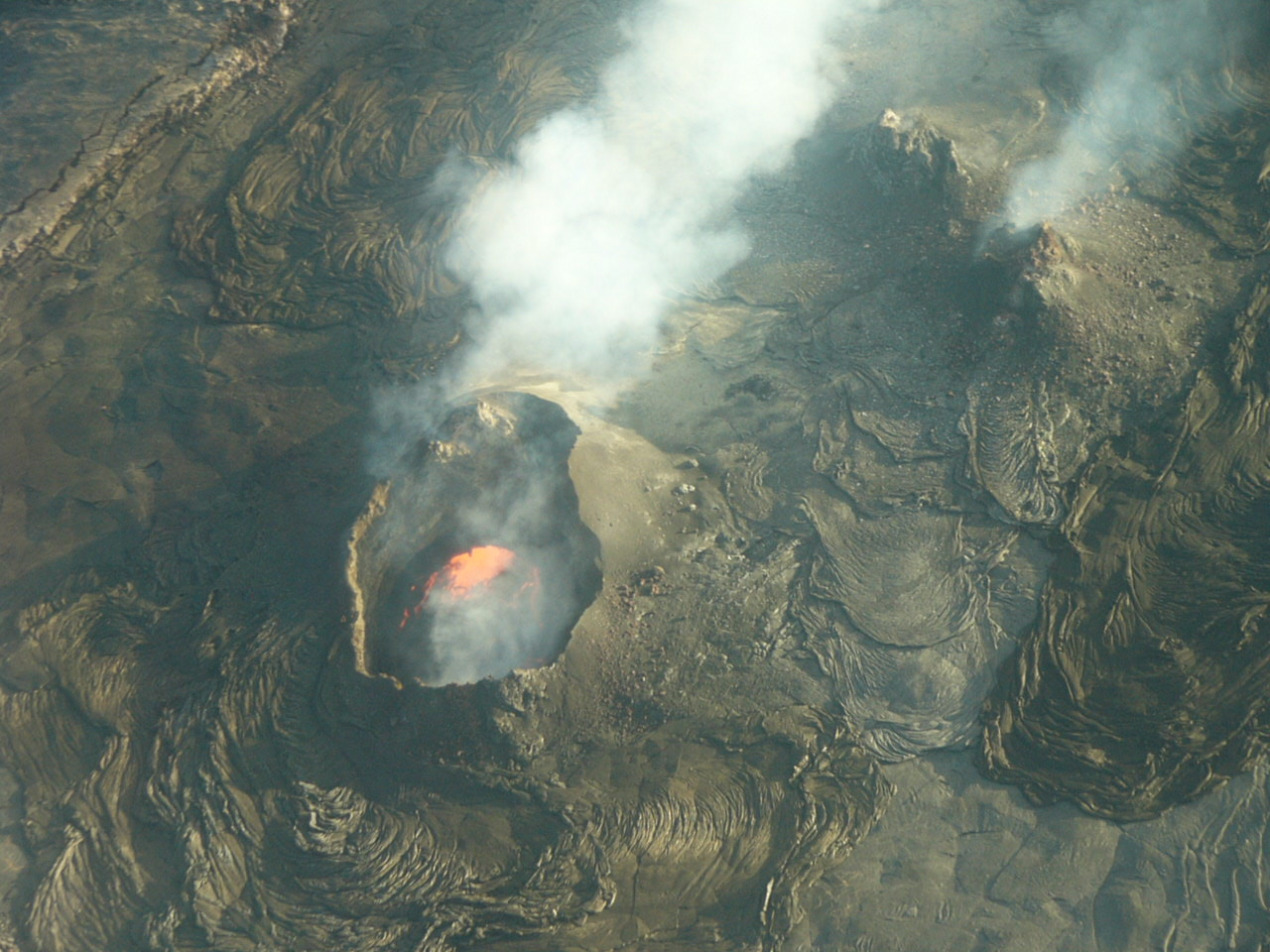
Caldera del Kīlauea
(Caldera volcànica no explosiva)

Caldera, en geologia i vulcanologia, és una cavitat de grans dimensions aproximadament circular. Aquest terme se sol confondre amb el de cràter volcànic, que en sentit estricte és la depressió circular al vèrtex d'un conus volcànic. Una caldera és generalment una gran estructura volcànica de col·lapse localitzada sobre una cambra magmàtica.

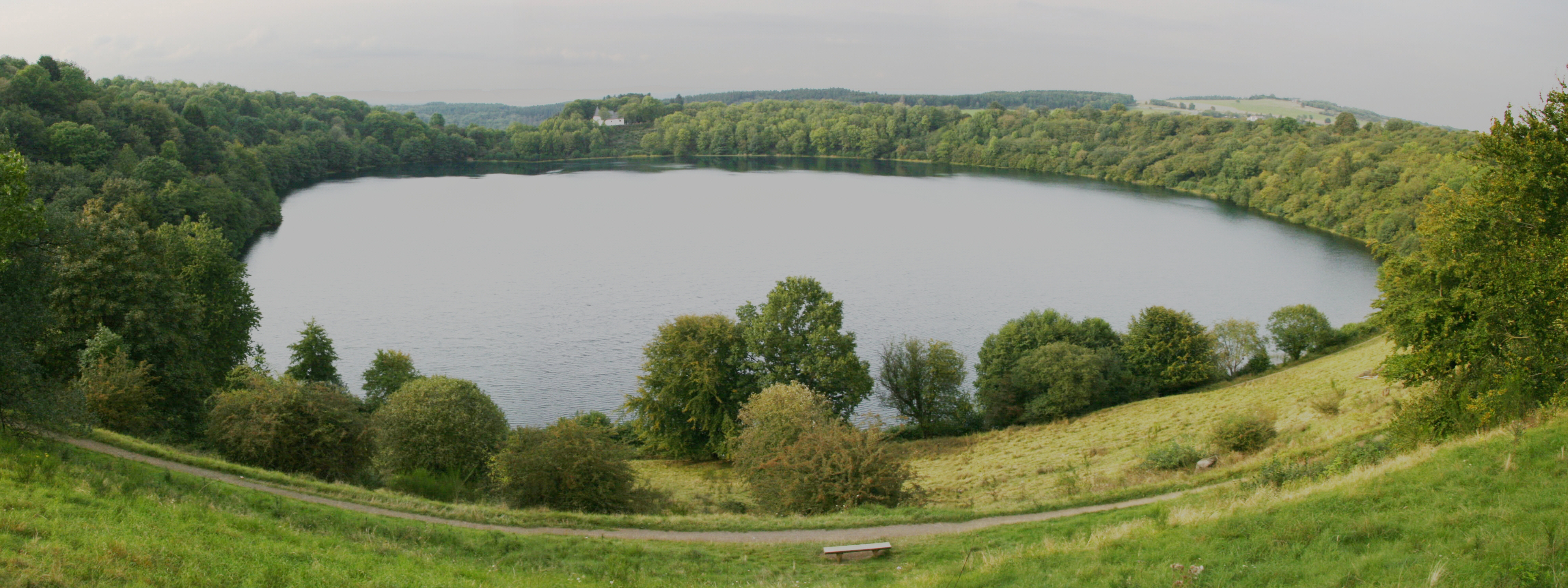
Weinfelder Maar, Eifel
(Caldera volcànica explosiva)

Les calderes presenten formes circulars o el·líptiques amb diàmetres que poden ultrapassar desenes de quilòmetres, estan delimitades per alts marges topogràfics (representats per volcans marginals o dics anulars, en general).
El procés de col·lapse ocorre amb un buidatge de la cambra magmàtica durant una gran erupció volcànica, que pot llançar fins a 100 km³ de material magmàtic (lava, piroclast, cendra, etc.). Sense la recàrrega amb nou magma la cambra quedarà buida i no suportarà el pes exercit sobre ella i s'enfonsarà.

## Classificació

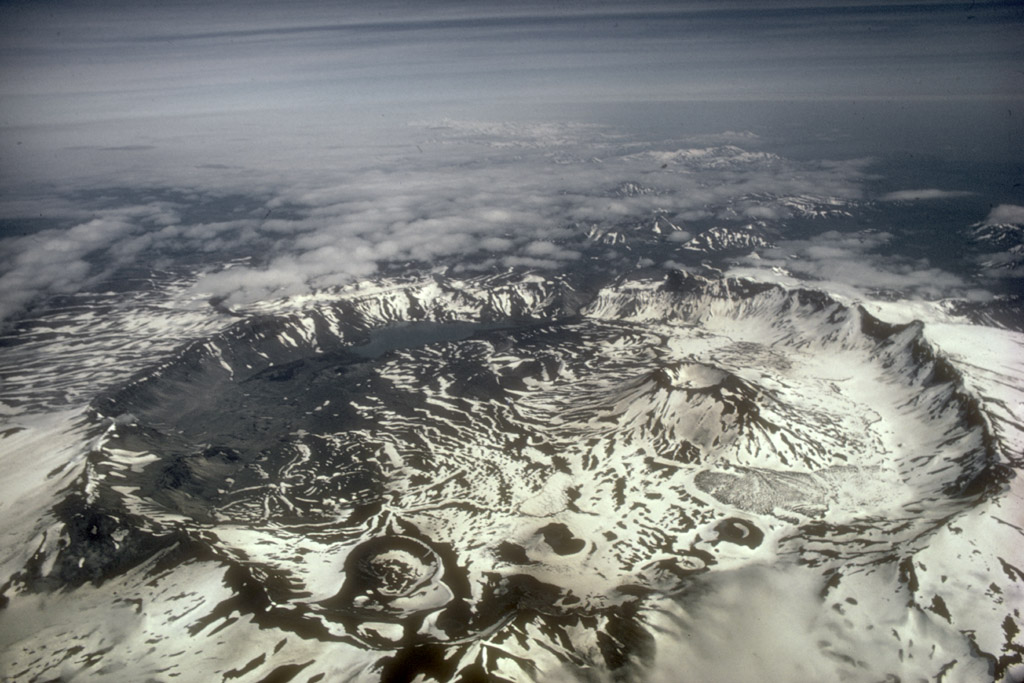
Caldera Aniakchak, Alaska

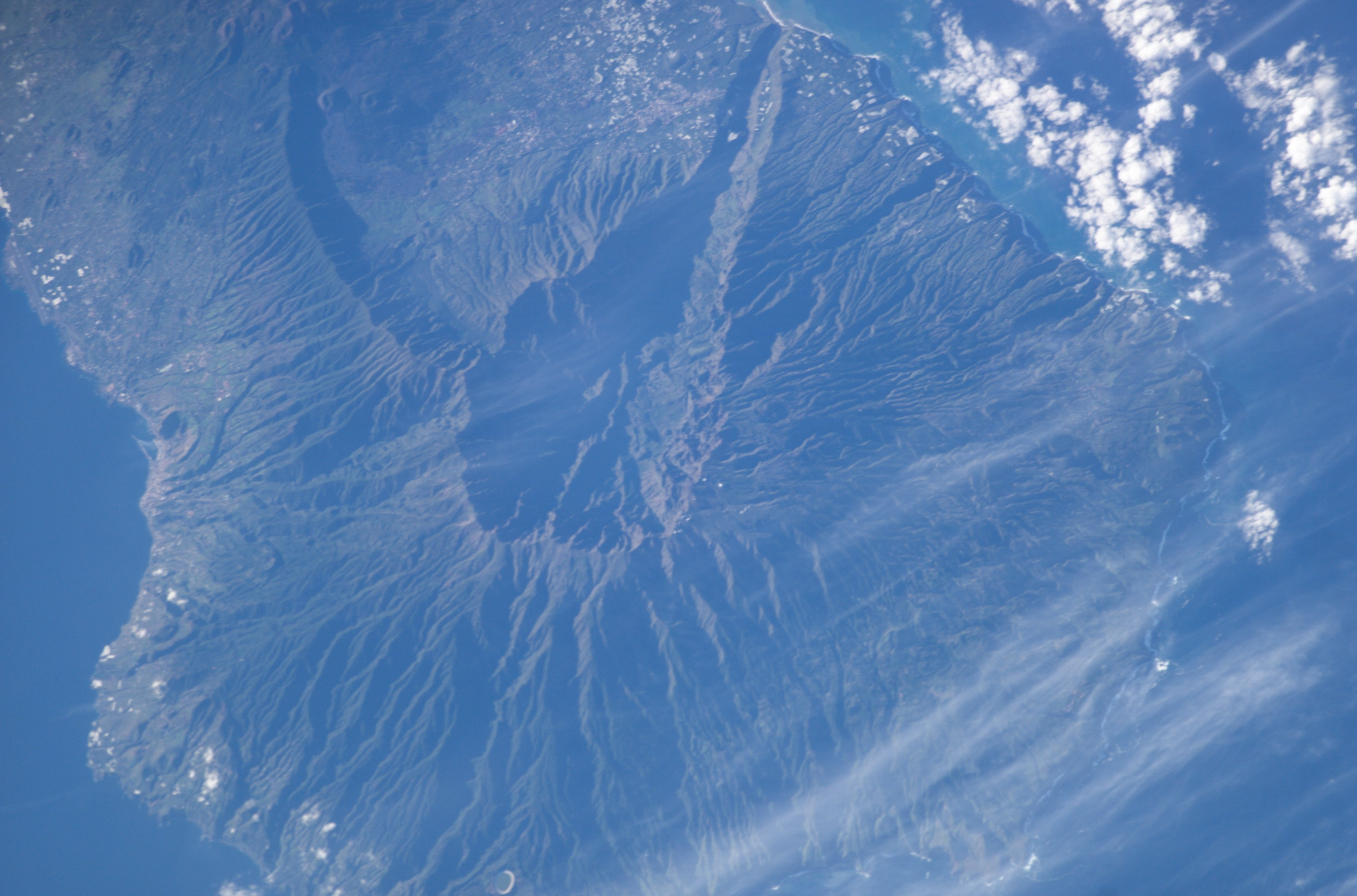
Caldera de Tamburiente
(Caldera no volcànica)

### Volcans hawaians

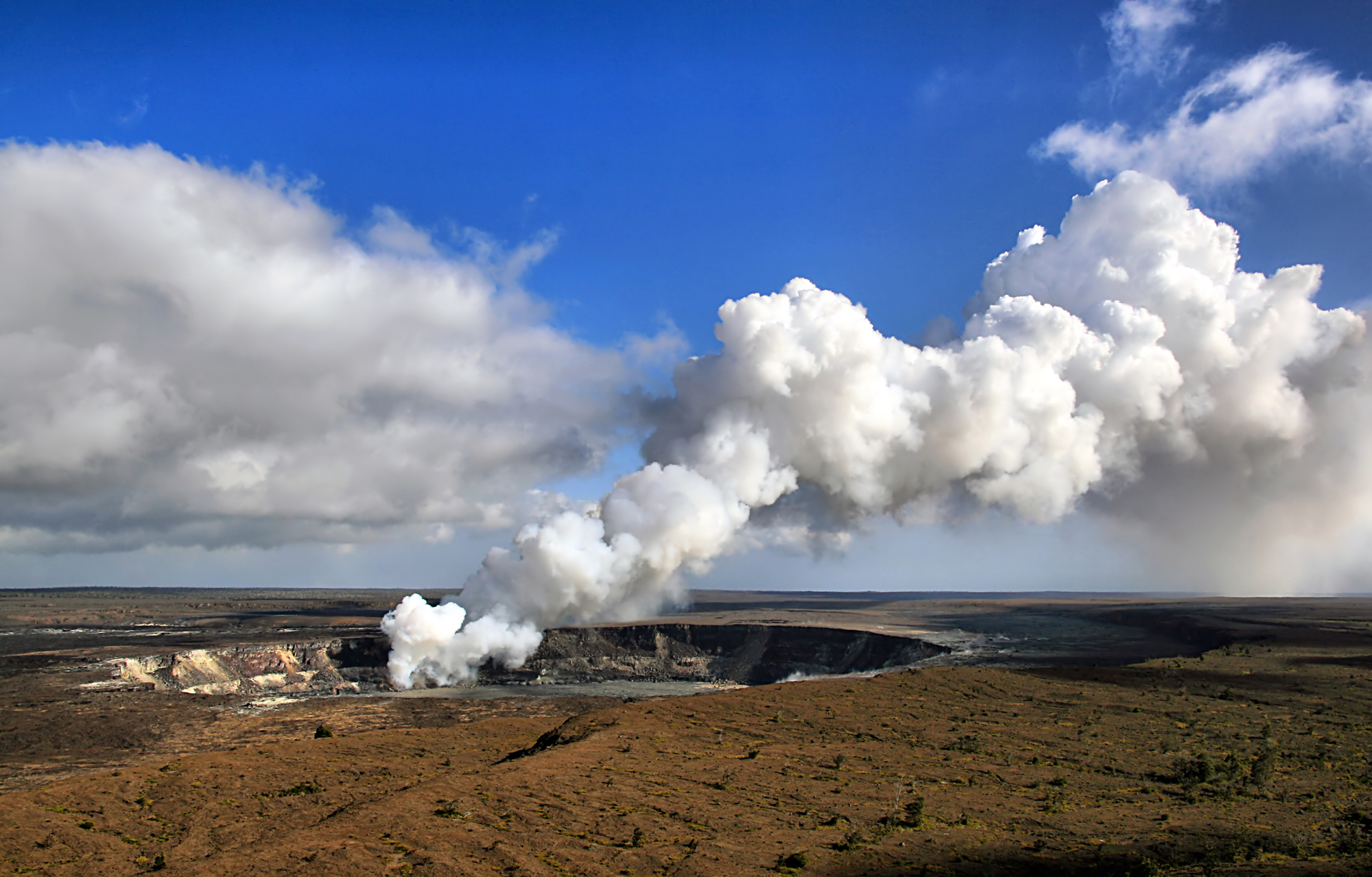
Caldera del Halemaumau, en el volcà Kilauea, en l'illa de Hawai, amb una columna de diòxid de sofre

En els volcans de Hawaii (també coneguts com a volcans en escut) el cràter té unes proporcions més grans que la mitjana amb lava molt fluida i calenta i erupcions no explosives i perllongades.
Els llacs formats posteriorment en calderes ja inactives s'anomenen maars.

### Calderes formades en erupcions explosives

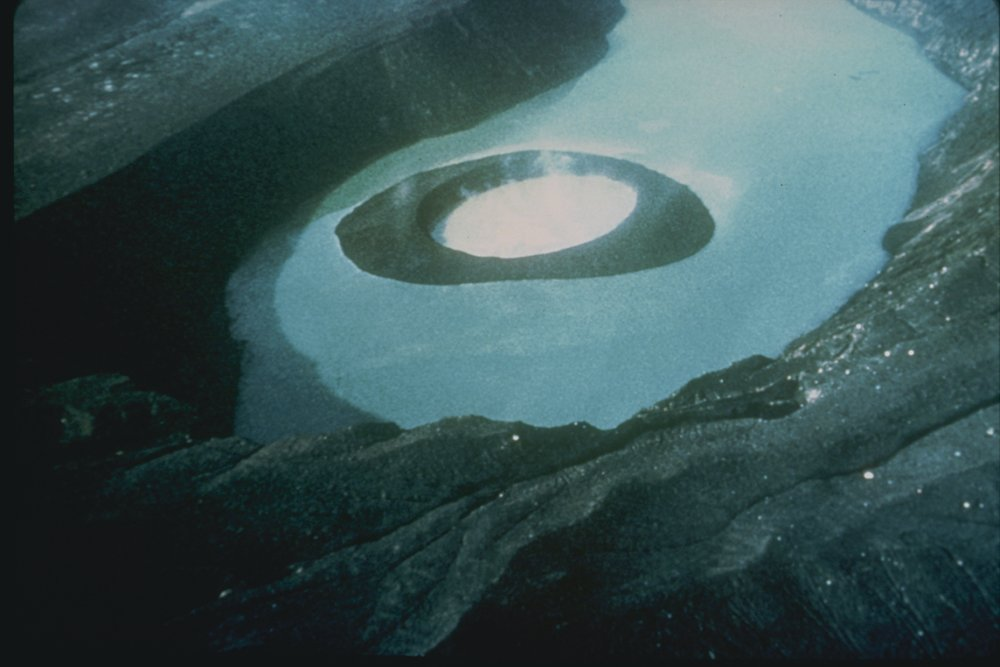
Caldera del volcà Taal

Generalment es formen en erupcions més violentes en aquest cas l'aparició de la caldera és l'ampliació de l'antic cràter. El Vesuvi n'és un exemple.

### Calderes d'enfonsament

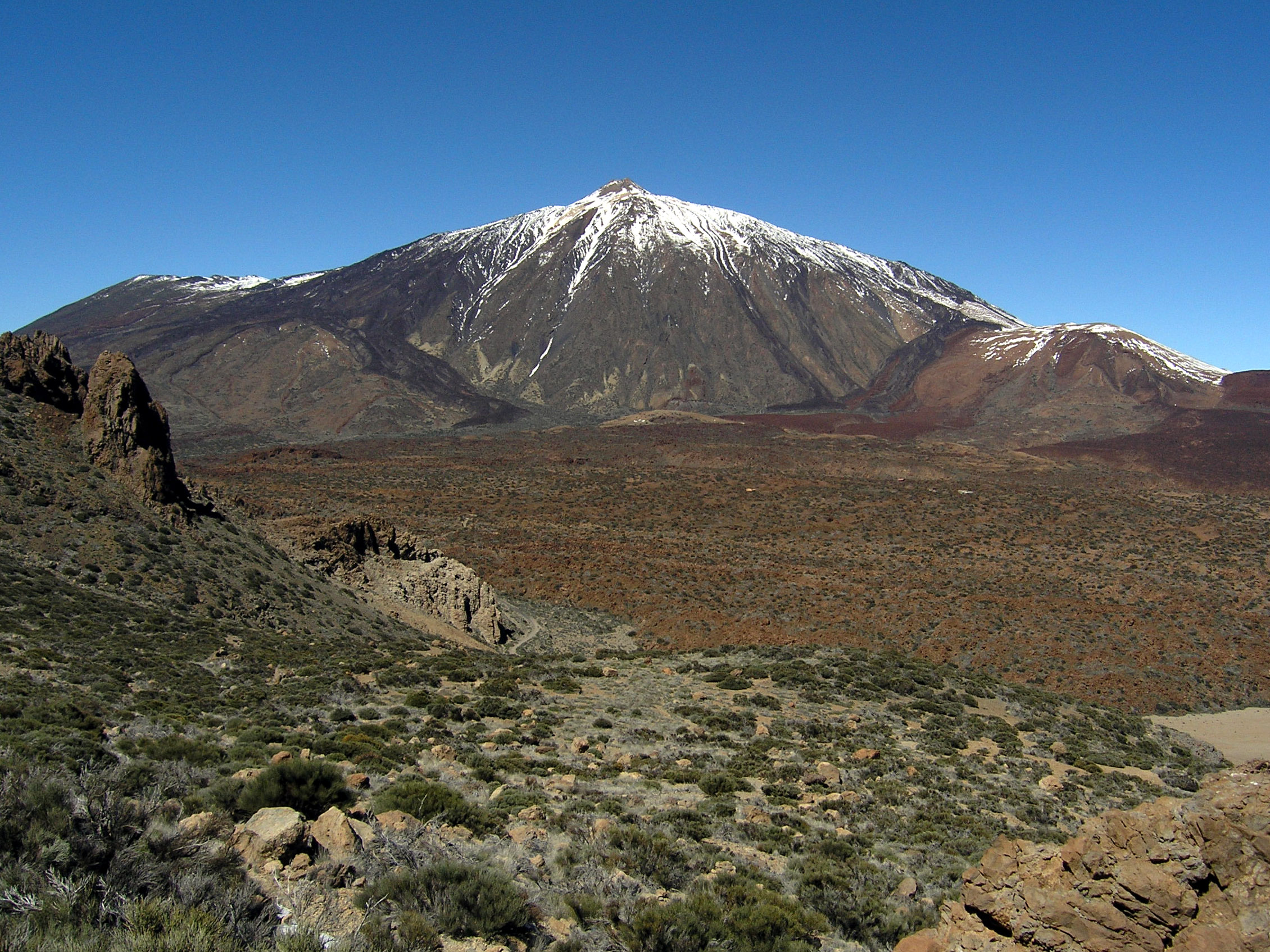
Caldera de Las Cañadas amb el Teide al fons, Tenerife

En aquest tipus la costra que es forma en la superfície d'una caldera es va enfonsant en la lava líquida per l'augment de la densitat que es produeix en refredar-se, disminueix el nivell de la caldera i es va formant un escarp anular al seu voltant.

### Calderes buidades per vessaments de lava
Quan la caldera encara té la lava més o menys líquida en el seu interior, la paret del cràter s'obre en un punt, pel qual es vessa ràpidament la lava de l'interior formant un barranc, per exemple.

## Algunes calderes en el món

### Àfrica
- - Volcà Ngorongoro (Tanzània,)
  - Mont Elgon (Uganda/Kenya)
  - Chã das Caldeiras, Cap Verd
  - Illes Canàries

### Amèrica del Nord
- Caldera Aniakchak, a Alaska, Estats Units
- Crater Lake a Oregón, Estats Units

### Amèrica del Sud
- Equador
  - Pululahua
  - Illes Galápagos:
    - Illa Fernandina: Volcà La Cumbre
    - Illa Isabelina: Equador, Wolff, Darwin i Alcedo.
- Colòmbia
  - Volcà Machín
- Xile
  - Volcà Chaitén

### Àsia
- Japó:
  - Caldera Aira (Kagoshima)
  - Volcà Aso (Kumamoto)
  - Llac Towada (Aomori)
  - Tazawa (Akita)
  - Caldera Kikai (Kagoshima)
  - Llac Ashi (Kanagawa)
- Altres països
  - Mont Halla, Corea del Sud)
  - Krakatoa, Indonèsia
  - Volcà Pinatubo (Luzón, Filipines)
  - Volcà Taal (Luzón, Filipines)
  - Llac Toba (Sumatra, Indonèsia)
  - Volcà Tambora (Sumbawa, Indonèsia)
  - Caldera Tao-Rusyr (Onekotan, Rússia)

### Europa
- Santorini (Grècia)
- Askja (Islàndia)
- Camps Flegreus (Itàlia)
- Llac de Bracciano (Itàlia)
- Caldera de Taburiente (Espanya)
- Las Cañadas del Teide (Espanya)
- Ardnamurchan (Escòcia)
- Glen Coe (Escòcia).

### A Oceania
- Llac Taupo, Nova Zelanda